# Fábio de Jesus
Fábio de Jesus (* 16. Oktober 1976 in Nova Iguaçu), auch bekannt als Fabinho oder Fabinho Soldado, ist ein ehemaliger brasilianischer Fußballspieler.

## Karriere
Fabinho begann seine Profilaufbahn 1994 bei Bonsucesso FC. 1998 wechselte er zum Erstligisten AA Ponte Preta. 2002 wechselte er zum japanischen Erstligisten Gamba Osaka. 2003 wechselte er zu Flamengo. 2003 erreichte er das Finale des Copa do Brasil. 2004 wechselte er zum japanischen Shimizu S-Pulse. 2004 wechselte er zu FC Santos. Mit dem Verein wurde er 2004 brasilianischer Meister. 2006 wechselte er zu Internacional. 2006 gewann er mit dem Verein den Copa Libertadores und die FIFA-Klub-Weltmeisterschaft. Von 2007 bis 2009 war er bei Fluminense unter Vertrag. 2007 gewann er mit dem Verein den Copa do Brasil. Ende 2009 beendete er seine Karriere als Fußballspieler.
Im Anschluss wurde er als Trainer, Scout und Manager im Fußball aktiv.

## Erfolge
FC Santos
- Brasilianischer Meister: 2004

Internacional Porto Alegre
- Copa Libertadores: 2006
- FIFA-Klub-Weltmeisterschaft: 2006

Fluminense Rio de Janeiro
- Brasilianischer Pokalsieger: 2007